# Xã Galena, Quận LaPorte, Indiana
Xã Galena (tiếng Anh: Galena Township) là một xã thuộc quận LaPorte, tiểu bang Indiana, Hoa Kỳ. Năm 2010, dân số của xã này là 1.899 người.